# Bruno Roy (médiéviste)
Pour les articles homonymes, voir Bruno Roy et Roy.
Bruno Roy, né en 1935 à Saint-Michel-de-Bellechasse et mort le 2 juin 2025 à Sherbrooke, est un médiéviste canadien, ancien professeur de la Faculté des arts et des sciences, département des littératures de langue française, de l'Université de Montréal. Il est l'auteur de plusieurs ouvrages sur le Moyen Âge.